# Costa de Marfil en los Juegos Paralímpicos de Tokio 2020
Costa de Marfil estuvo representada en los Juegos Paralímpicos de Tokio 2020 por tres deportistas, dos hombres y una mujer. El equipo paralímpico marfileño no obtuvo ninguna medalla en estos Juegos.